# Besleria tetrangularis
Besleria tetrangularis là một loài thực vật có hoa trong họ Tai voi. Loài này được Ruiz ex Hanst. mô tả khoa học đầu tiên năm 1866.